# Dascillus taiwanus
Dascillus taiwanus is een keversoort uit de familie withaarkevers (Dascillidae). De wetenschappelijke naam van de soort is voor het eerst geldig gepubliceerd in 1995 door Nakane.